# Rhododendron albiflorum
Rhododendron albiflorum ist eine Pflanzenart aus der Gattung der Rhododendren (Rhododendron) in der Familie der Heidekrautgewächse (Ericaceae). Sie stellt die einzige Art der Untergattung Candidastrum dar. Ihr Verbreitungsgebiet liegt im Westen Nordamerikas.

## Beschreibung

### Vegetative Merkmale
Rhododendron albiflorum wächst als sommergrüner Strauch, der Wuchshöhen von bis zu 2,5 Metern erreichen kann und Rhizome bildet. Die Borke der Hauptäste ist glatt oder gefurcht. Die Rinde der Zweige weist eine drüsenlose Behaarung aus ein- und mehrzelligen, unverzweigten Trichomen, auf. Die Knospenschuppen der Blütenknospen sind behaart.
Die wechselständig an den Zweigen angeordneten Laubblätter sind in Blattstiel und Blattspreite gegliedert. Der Blattstiel besitzt neben ein- und mehrzelligen drüsenlosen Trichomen Stieldrüsenhaare. Die dünne, häutige bis papierartige Blattspreite besitzt mit einer Länge von 2 bis 9 Zentimeter und einer Breite von 0,8 bis 3 Zentimeter eine schmal elliptische, eiförmige oder verkehrteiförmige Form. Die Blattränder sind fein gesägt und bei jungen Blättern bewimpert. Die Blattspitze ist mehr oder weniger abgerundet bis spitz zulaufend. Beide Blattseiten sind nur spärlich drüsenlos behaart oder verkahlen.

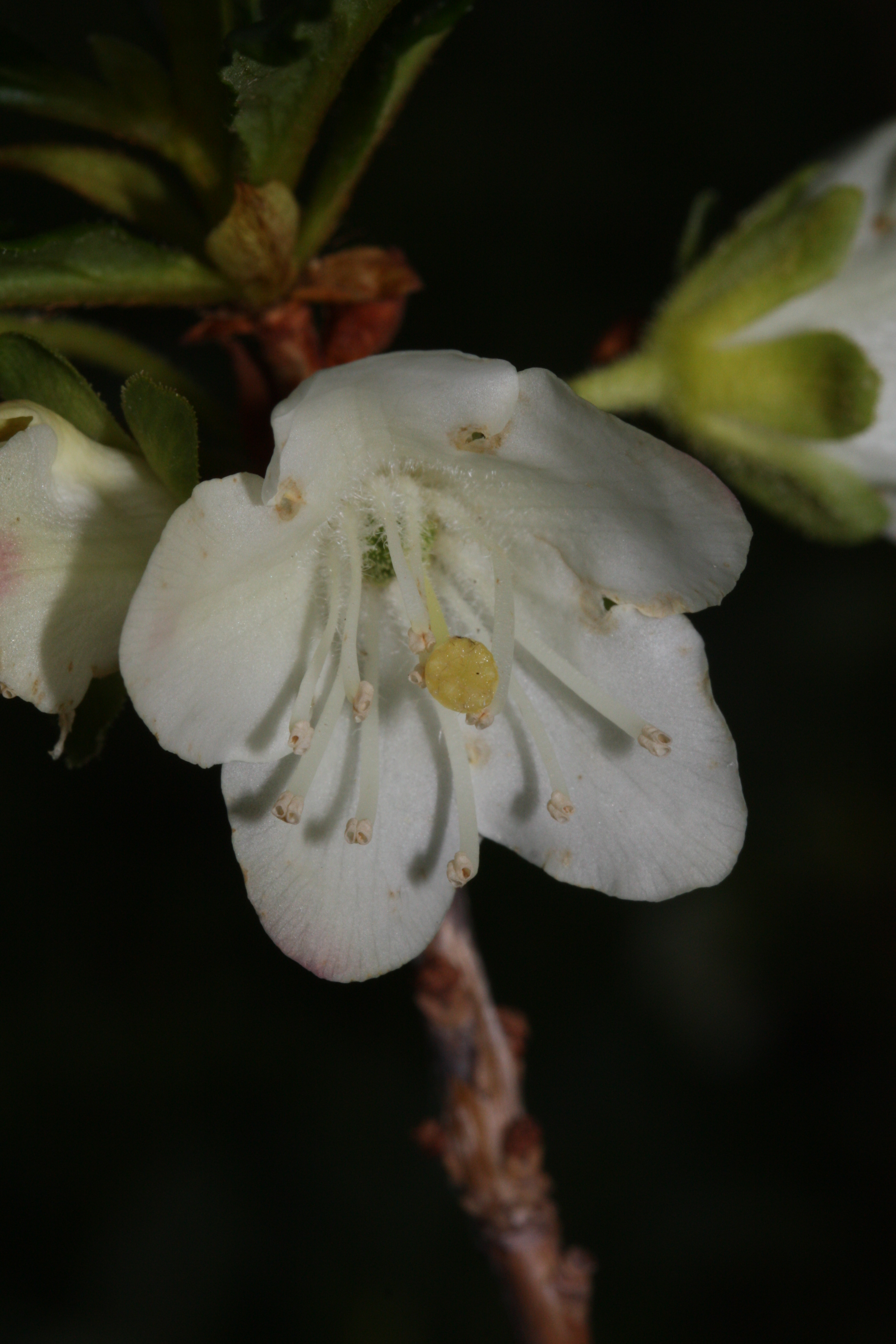
Fünfzählige Blüte

### Generative Merkmale
Die Blütezeit erstreckt sich vom späten Frühjahr bis in den Sommer hinein, wobei sich die Blüten schon bald nach der Entfaltung der Laubblätter öffnen. Unterhalb der Laubblätter werden seitenständig büschelförmige Blütenstände gebildet, die ein bis zwei etwas überhängende Blüten in der Achsel knospenschuppenähnlicher Tragblätter und an 9 bis 15 Millimeter langen, behaarten Blütenstielen sitzen. Die zwittrigen, mehr oder weniger radiärsymmetrischen, fünfzähligen Blüten verströmen einen an Jasmin und Vanille erinnernden Duft. Die fünf grünen, behaarten, nur an ihrer Basis verwachsenen Kelchblätter weisen eine Länge von 5 bis 17 Millimeter auf. Die 9 bis 22 Millimeter langen, schalenförmig miteinander verwachsenen fünf Kronblätter sind weiß gefärbt und weisen nur selten eine gelbliche Zeichnung auf, mit 6 bis 15 Millimeter langen Kronzipfeln. Jede Blüte enthält meist neun, selten bis zu zwölf ungleiche, zwischen 5,5 und 14 Millimeter lange Staubblätter, die die Blütenkrone nicht überragen.
Die an einem aufrechten Fruchtstiel stehende, behaarte, septicidale Kapselfrucht ist 6 bis 8 Millimeter lang und 5 bis 6 Millimeter breit. Die Samen besitzen ein deutlich erkennbares Anhängsel.
Die Chromosomenzahl beträgt 2n = 26.

## Vorkommen
Das natürliche Verbreitungsgebiet von Rhododendron albiflorum umfasst den Westen Kanadas und der USA. In Kanada kommt diese Art in British Columbia und Alberta vor. In den USA findet man sie in Washington, Oregon, Idaho, Montana und Colorado.
Rhododendron albiflorum wächst vor allem in Nadelmischwäldern, in alpinen Dickichten, an den Ufern von Fließgewässern sowie an Sickerstellen an Felsen in Höhenlagen von 800 bis 3500 Metern.

## Systematik
Innerhalb der Gattung Rhododendron wird Rhododendron albiflorum als einzige Art in die Untergattung Candidastrum (Sleumer) Philipson & Philipson gestellt. Die Erstbeschreibung von Rhododendron albiflorum erfolgte 1834 durch William Jackson Hooker in Flora Boreali-Americana, 2 (7), S. 43, Tafel 133. Ein Synonym für Rhododendron albiflorum Hook. ist Azaleastrum albiflorum (Hook.) Rydberg.
Manchmal wird Rhododendron albiflorum in zwei Varietäten unterteilt:
- Rhododendron albiflorum Hook. var. albiflorum ist die Nominatform
- Rhododendron albiflorum var. warrenii (A.Nelson) M.A.Lane: Diese isolierte Population kommt nur in Colorado vor. Sie hat kleinere Blüten und kürzere Staubblätter.

## Nutzung
Rhododendron albiflorum findet gelegentlich als Zierpflanze Verwendung.